# کرولاین لیویت
کرولاین لیویت (انگلیسی: Karoline Leavitt؛ زادهٔ ۲۴ اوت ۱۹۹۷) دستیار سیاسی آمریکایی است که به عنوان دبیر مطبوعاتی کاخ سفید در دومین دوره ریاست‌جمهوری دونالد ترامپ از ژانویه ۲۰۲۵ خدمت می‌کند. او سی و ششمین و جوان‌ترین دبیر مطبوعاتی کاخ سفید از زمان تاسیس منصب است. وی‌ پیشتر به عنوان سخنگوی مطبوعاتی ملی برای کمپین ریاست جمهوری ۲۰۲۴ دونالد ترامپ فعالیت می‌کرد. او به عنوان دستیار منشی مطبوعاتی و نویسندهٔ ریاست جمهوری در دوران اولین دوره ریاست‌جمهوری دونالد ترامپ خدمت کرد. در سال ۲۰۲۲، او برای مجلس نمایندگان ایالات متحده آمریکا در ناحیه ۱ نیوهمپشر نامزد شد و به دومین عضوی از نسل زد تبدیل شد که در انتخابات مقدماتی کنگره پیروز می‌شود. او در انتخابات عمومی از کریس پاپاس شکست خورد. دونالد ترامپ، رئیس‌جمهور منتخب آمریکا کارولین لیویت سخنگوی ستاد انتخاباتی‌اش را به‌عنوان سخنگوی مطبوعاتی کاخ سفید در دولت بعدی خود منصوب کرد. لیویت جوان‌ترین سخنگوی کاخ سفید در تاریخ آمریکا است.

## زندگی و تحصیلات
کارولین لیویت زاده و بزرگ شده در نیوهمپشر، ایالات متحده است. خانوادهٔ او یک بستنی فروشی محلی و یک نمایندگی کامیون دست دوم در نیوهمپشر داشتند. او در دبیرستان کاتولیک مرکزی در لارنس، ماساچوست تحصیل کرد و سپس تحصیلات خود را در کالج سینت آنسلم در منچستر، نیوهمپشر دنبال کرد، جایی که او مدرک کارشناسی (لیسانس، بی‌ای) خود را در ارتباطات و علوم سیاسی گرفت. او همچنین در تیم سافت‌بال کالج بازی می‌کرد.